# Benjamin Thompson

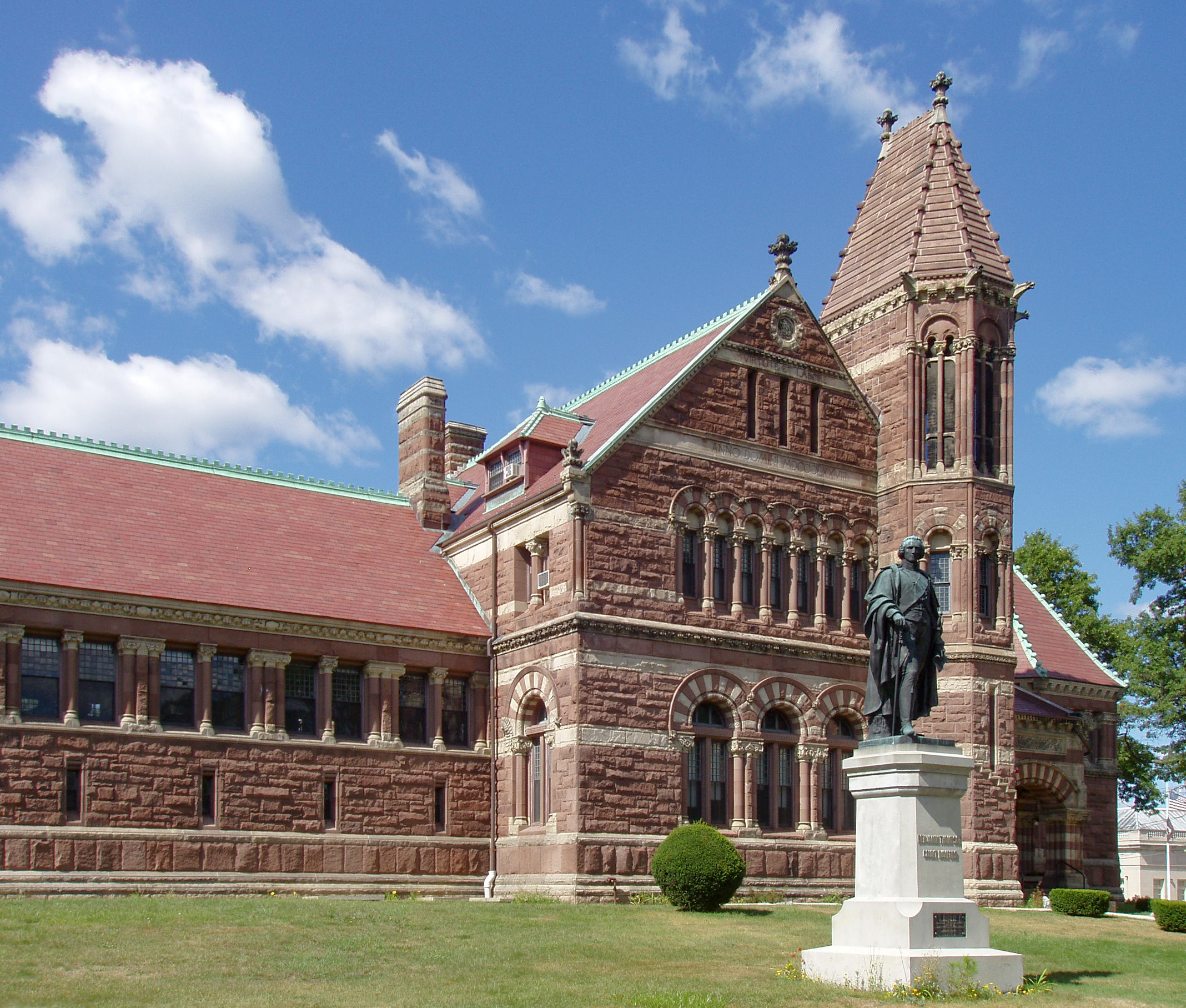
Staty av Benjamin Thompson

Benjamin Thompson, greve Rumford, född 26 mars 1753 i Woburn, Massachusetts, död 21 augusti 1814 i Auteuil i Paris, var en amerikanskfödd brittisk fysiker och statsman.

## Biografi
Han bar i yngre år enbart namnet Thompson. Han hängav sig tidigt åt de fysisk-matematiska vetenskaperna och blev 1770 skollärare samt, endast nittonårig, rikt gift och kort därefter av den engelske guvernören i New Hampshire utnämnd till major vid milisen. 1776 åtog han sig en beskickning med depescher till England, där han 1779 blev medlem av Royal Society och 1780 utnämndes till understatssekreterare för Amerika. 1782–1783 kämpade han som överstelöjtnant i amerikanska oavhängighetskriget på engelsmännens sida.
1784 trädde han i tjänst hos kurfursten Karl Theodor av Pfalz och Bayern. Där blev han efter hand adjutant, statsråd, generallöjtnant, krigsminister och polisminister samt upphöjdes 1792 till greve, då han antog namnet Rumford, efter sin hustrus födelsestad (nu Concord, New Hampshire). Rumford styrde i 11 år Bayern nästan despotiskt, men med ypperlig förmåga. Han omskapade bayerska armén, undertryckte tiggeriet, skaffade stadig industriell sysselsättning åt de arbetslösa och förbättrade de fattigas levnadsvillkor genom införandet av potatisodling, besparingsugnar och den så kallade rumfordska soppan (kokt på ben jämte blod och andra billiga närande ämnen).
Under kriget mellan Frankrike och Österrike lyckades Rumford, som efter en tids vistelse i England och på Irland hösten 1796 återvänt till Bayern, genom sitt kraftfulla uppträdande bevara Bayerns neutralitet.
Han sändes 1798 som bayersk ambassadör till London, men erkändes ej som sådan av engelska regeringen. Rumford kvarstannade då som privatman i England, ägnade sig helt åt vetenskapliga forskningar och stiftade 1799 med Joseph Banks Royal Institution (för de experimentella vetenskaperna). 1803 invaldes han som utländsk ledamot av Kungliga Vetenskapsakademien. 1804 flyttade han till Paris, där han gifte sig med Lavoisiers änka (äktenskapet upplöstes 1809). I München är två minnesvårdar resta över honom.
Under hela sin statstjänstbana sysslade Rumford oförtrutet med nyttiga vetenskapliga rön, företrädesvis över värmet, ljuset, krutets drivkraft, eldstäders konstruktion och belysningen. Bland annat konstruerade han en fotometer, en kalorimeter för gaser och en differentialtermometer. Rumford uppfann och införde praktiska förbättringar i ugnars och kaminers konstruktion, varigenom bränsleåtgången reducerades högst betydligt. Genom iakttagelser angående värmeutvecklingen vid kanonborrning kom han till den uppfattningen, att värme är en form av arbete; därigenom blev han en av förelöparna för den mekaniska värmeteorin.
Vetenskap och teknik hade i honom en ivrig gynnare, och som Royal Societys vicepresident genomdrev han anslående av stora summor till belöning för nyttiga uppfinningar. Han var instiftare och förste mottagare av Royal Societys Rumfordmedalj och donerade medel till en Rumfordprofessur vid Harvard-universitetet.
Förutom en mängd avhandlingar i Philosophical Transactions och Nicholsons Journal med mera utgav han Essays, political, economical, and philosophical (4 band, 1797–1803) och Philosophical papers (1802). Hans Complete works (2:a upplagan, 5 band, 1876) inleds med en utförlig biografi över Rumford av G. E. Ellis. Jämför även Berthold, Rumford und die mechanische Wärmetheorie" (1874), och Bauernfeind, Benjamin Thompson, Graf von Rumford (1889).
Rumford gifte år 1804 om sig med Marie-Anne Pierette Lavoisier, änka efter Antoine Lavoisier. Äktenskapet blev dock stormigt och paret separerade snart.